# Paul Meister
Paul Meister (Bázel, 1926. január 20. – ?, 2018. december 17.) olimpiai bronzérmes svájci párbajtőrvívó.